# Bothidae
Bothidae é uma família de peixes actinopterígeos pertencentes à ordem Pleuronectiformes. O grupo surgiu no Miocénico médio.
Os botídeos são peixes exclusivamente marinhos, que habitam águas tropicais e temperadas de todos os oceanos. A maioria das espécies é achatada sobre o lado esquerdo. As barbatanas não apresentam raios. Os botídeos são predadores que se alimentam de peixes bentónicos.
Há cerca de 116 espécies de botídeos, divididas por 13 géneros.

## Géneros
- Arnoglossus Bleeker, 1862
- Asterorhombus Tanaka, 1915
- Bothus Rafinesque, 1810
- Chascanopsetta Alcock, 1894
- Crossorhombus Regan, 1920
- Engyophrys Jordan et Bollman, 1890
- Engyprosopon Günther, 1862
- Grammatobothus Norman, 1926
- Japonolaeops Amaoka, 1969
- Kamoharaia Kuronuma, 1940
- Laeops Günther, 1880
- Lophonectes Günther, 1880
- Monolene Goode, 1880
- Neolaeops Amaoka, 1969
- Parabothus Norman, 1931
- Perissias Jordan et Evermann, 1898
- Psettina Hubbs, 1915
- Taeniopsetta Gilbert, 1905
- Tosarhombus Amaoka, 1969
- Trichopsetta Gill, 1889